# Lee Bowman
Lucien Lee Bowman (* 28. Dezember 1914 in Cincinnati, Ohio; † 25. Dezember 1979 in Brentwood, Los Angeles) war ein US-amerikanischer Schauspieler.

## Leben
Bowman kam 1914 als einer von drei Söhnen von Luther Lee Bowman und Elizabeth „Bessie“ Pringle Fauntleroy in Cincinnati zur Welt. Seine Mutter, die mit seinem Vater in zweiter Ehe verheiratet war, kam aus einer wohlhabenden Südstaatenfamilie, die auf einer Plantage in der Nähe von Charleston, South Carolina, ansässig war. Der Vater Luther Lee, ebenfalls aus einer begüterten Familie stammend, versuchte zunächst mit seinem Bruder, in Cincinnati eine Brauerei aufzubauen. Als das Vorhaben fehlschlug, arbeitete er stattdessen als Steuereintreiber. Nach der Scheidung heiratete die Mutter ihren entfernten Cousin William Clyde, der Lee Bowman darin unterstützte, am Cincinnati Conservatory of Music Singen und Tanzen zu lernen und sich sportlich an seiner Schule hervorzutun.
Bowman, der ursprünglich Anwalt werden wollte, besuchte ab 1932 die University of Cincinnati, entschloss sich dann jedoch – inspiriert von Filmen mit Fred Astaire –, Schauspiel an der American Academy of Dramatic Arts in New York zu studieren. Bei seiner Abschlussvorstellung entdeckte ihn ein Talentsucher, woraufhin er mit 19 Jahren einen Vertrag mit Paramount Pictures unterschrieb und 1934 nach Hollywood ging. Ab 1937 spielte er kleine Nebenrollen in einer Reihe von Paramount-Filmen. Aufgrund seines eleganten Äußeren und einem Schnurrbart, wie ihn auch Clark Gable trug, wurde er dabei zumeist als Playboy besetzt. Filmverträge mit MGM und Columbia Pictures folgten.
Im Laufe seiner Karriere war Bowman in verschiedenen Filmgenres zu sehen, so etwa in der Filmkomödie Next Time I Marry (1938) neben Lucille Ball, in dem Melodram Ruhelose Liebe (1939) mit Irene Dunne und Charles Boyer, in dem Kriegsfilm Bataan (1943) mit Robert Taylor, in den beiden Filmmusicals Es tanzt die Göttin (1944) und Tonight and Every Night (1945) an der Seite von Rita Hayworth oder in Fritz Langs Film noir Das Todeshaus am Fluß (1950).
Während der 1950er Jahre war Bowman hauptsächlich im Fernsehen zu sehen. In der Krimiserie The Adventures of Ellery Queen (1950–1955) spielte er 73 Folgen lang die Titelrolle des Ellery Queen. 1954 und 1958 trat er auch am Broadway auf, so unter anderem neben Uta Hagen und Robert Preston in The Magic and the Loss. Später war er in 38 Folgen der Serie Miami Undercover (1961) und in einer Folge von Auf der Flucht (1964) zu sehen.
Im Jahr 1964 war Bowman in Delmer Daves’ Ein Mann kam nach New York ein letztes Mal auf der Kinoleinwand zu sehen. Danach arbeitete er 15 Jahre lang als Kommunikationsberater für die Bethlehem Steel Corporation, trainierte Geschäftsleute und Politiker der Republikanischen Partei für das Sprechen vor laufender Kamera und war Vorstandsvorsitzender der Beraterfirma Kingstree Group of Newport.
Aus Bowmans Ehe mit Helene Rosson (1914–1993), der Stieftochter von Regisseur Victor Fleming, ging der gemeinsame Sohn Lucien hervor. Bowman starb 1979 drei Tage vor seinem 65. Geburtstag in Los Angeles an einem Herzinfarkt.

## Filmografie (Auswahl)
- 1937: Swing High, Swing Low
- 1937: Assistenzarzt Dr. Kilder (Internes Can’t Take Money)
- 1937: Pariser Bekanntschaft (I Met Him in Paris)
- 1937: Der letzte Zug aus Madrid (The Last Train from Madrid)
- 1937: Mein Leben in Luxus (Easy Living)
- 1937: Sophie Lang Goes West
- 1937: This Way Please
- 1937: The First Hundred Years
- 1938: Having Wonderful Time
- 1938: A Man to Remember
- 1938: Tarnished Angel
- 1938: Next Time I Marry
- 1939: Ruhelose Liebe (Love Affair)
- 1939: Society Lawyer
- 1939: The Lady and the Mob
- 1939: Stronger Than Desire
- 1939: Miracles for Sale
- 1939: Nicht schwindeln, Liebling (Dancing Co-Ed)
- 1939: Fast and Furious
- 1939: Dreivierteltakt am Broadway (The Great Victor Herbert)
- 1940: Gold Rush Maisie
- 1940: Wyoming
- 1940: Dritter Finger, linke Hand (Third Finger, Left Hand)
- 1941: Buck Privates
- 1941: Model Wife
- 1941: Washington Melodrama
- 1941: Married Bachelor
- 1941: Rache ist süß (Design for Scandal)
- 1942: We Were Dancing
- 1942: Der Gentleman-Killer (Kid Glove Killer)
- 1942: Pacific Rendezvous
- 1943: Three Hearts for Julia
- 1943: Bataan
- 1944: Es tanzt die Göttin (Cover Girl)
- 1944: Up in Mabel’s Room
- 1944: The Impatient Years
- 1945: Tonight and Every Night
- 1945: She Wouldn’t Say Yes
- 1946: The Walls Came Tumbling Down
- 1947: Smash-Up: The Story of a Woman
- 1949: Mein Traum bist Du (My Dream Is Yours)
- 1949: There’s a Girl in My Heart
- 1950: Das Todeshaus am Fluß (House by the River)
- 1950–1955: The Adventures of Ellery Queen (TV-Serie, 73 Folgen)
- 1954: The Lie (TV-Film)
- 1954: Love Story (TV-Serie, eine Folge)
- 1954: Justice (TV-Serie, eine Folge)
- 1955: You Are There (TV-Serie, eine Folge)
- 1956/1957: Letter to Loretta (TV-Serie, zwei Folgen)
- 1958: Suspicion (TV-Serie, eine Folge)
- 1961: Miami Undercover (TV-Serie, 38 Folgen)
- 1962: 77 Sunset Strip (TV-Serie, eine Folge)
- 1964: Ein Mann kam nach New York (Youngblood Hawke)
- 1964: Auf der Flucht (The Fugitive) (TV-Serie, eine Folge)
- 1966: Fame Is the Name of the Game (TV-Film)
- 1968: Der Strafverteidiger (Judd for the Defense) (TV-Serie, zwei Folgen)